# Trivium
El trivium o también trivio (del latín trivium, lit. «tres vías» o «tres caminos») es la división inferior de las siete artes liberales y comprende: gramática (entrada), dialéctica (procesamiento) y retórica (salida); considerado como el camino triple conducente a la elocuencia —quasi triplex via ad eloquentiam—, el trivium comprendía las artes que hoy llamaríamos letras humanas o humanidades.
El trivium está implícito en De nuptiis Philologiae et Mercurii (Sobre el matrimonio de Filología y Mercurio) de Martianus Capilla, pero el término no fue utilizado hasta el Renacimiento carolingio, cuando fue acuñado en imitación del cuadrivio anterior. La gramática, la lógica y la retórica eran esenciales para una educación clásica, tal como se explica en los Diálogos de Platón. Los tres temas fueron denotados por el vocablo «trivium» durante la Edad Media pero la tradición del primer aprendizaje se estableció en la Grecia antigua.
Las iteraciones contemporáneas han tomado diversas formas, incluidas las que se encuentran en determinadas universidades británicas y estadounidenses (algunas forman parte del movimiento educativo clásico) y al escuela independiente Oundle el Reino Unido.

## Etimología
Etimológicamente, la palabra latina trivium significa «el lugar donde se encuentran tres vías» (tri + vía); por tanto, los asuntos del trivium son el fundamento del quadrivium, la división superior de la educación medieval en las artes liberales, que comprendía aritmética (números), geometría (números en el espacio), música (números en el tiempo) y astronomía (números en espacio y en tiempo).
Educativamente, el trivium y el quadrivium impartieron al estudiante las siete artes liberales del antigüedad clásica.

## Descripción
El trivium es el conocimiento (gramática), que una vez entendido (lógica), se transmite al exterior como sabiduría (retórica).
- La gramática enseña la mecánica del lenguaje al alumno. Este es el paso en que el estudiante «alcanza los términos», definiendo los objetos y la información percibida por los cinco sentidos . Por tanto, el principio de identidad : un árbol es un árbol y no un gato.
- La lógica (o dialéctica ) es la «mecánica» del pensamiento y del análisis, el proceso de identificación de falacias de argumentos y declaraciones, y que de manera sistemática elimina contradicciones, produciendo así un conocimiento factual que se puede confiar.
- La retórica es la aplicación del lenguaje con el fin de instruir y persuadir al oyente y el lector.

La hermana Miriam Joseph Rauh, The Trivium: The Liberal Arts of Logic, Grammar, and Rhetoric (2002), describe el trivium de la siguiente manera:

"La gramática es el arte de inventar símbolos y combinarlos para expresar el pensamiento; la lógica es el arte del pensamiento; y la retórica es el arte de comunicar el pensamiento de una mente a otra, la adaptación del lenguaje a la circunstancia. [...] La gramática se refiere a la cosa tal como está simbolizada, la lógica se refiere a la cosa tal como se conoce, y la retórica se refiere a la cosa tal como está comunicada.."

John Ayto escribe el Dictionary of Word Origins (1990) que el estudio del trivium (gramática, lógica y retórica) era la preparación necesaria para el estudio del  (aritmética, geometría, música y astronomía). Para el estudiante medieval, el trivium era el comienzo curricular de la adquisición de las siete artes liberales ; como tal, fue el principal curso de estudios universitarios .
La palabra «trivial» surgió del contraste entre el trivium (más sencillo) y el quadrivium (más difícil).